# 카수 마르추
카수 마르추(사르데냐어: casu martzu) 또는 카수 프라지구(사르데냐어: casu frazigu)는 전통 사르데냐식 치즈로 곤충의 알이 치즈 안에 있는 것으로 널리 알려진 치즈이다. 양젖으로 만들고 이 지역에서만 발견된다.
페코리노 치즈에서 유래했는데 카수 마르추는 보통이 발효 과정을 넘어서서 부패로까지 이어지게 한다. 이렇게 하여 유충이 치즈에 생겨나는데 발효 과정 중 유지방 비율이 줄어들게 된다. 치즈의 질감은 매우 부드러우며 사르데냐어로 눈물을 뜻하는 액체가 씹혀 나온다. 유충의 경우 반투명 상태의 하얀 벌레인데 보통 8mm 정도의 길이이다.

## 발효
카수 마르추는 페코리노 치즈의 맨 바깥 부분을 제거한 상태로 바깥에 두어 치즈파리가 알을 낳도록 하는 것이다. 치즈파리는 한 번에 500개 이상의 알을 낳을 수 있다. 알이 부화하면 유충이 치즈를 갉아먹기 시작한다.

## 소비
지역민들은 안의 유충이 죽은 상태라면 먹기 위험한 상태로 여긴다. 때문에 구더기가 치즈 속에 살아 있을 경우에만 먹는 것이 보통이다.(냉장고에 넣어 보관하면 유충을 죽일 수 있으므로 이렇게 먹기도 한다.) 충분한 발효과정을 거치면 잘게 잘라서 사르데냐식 빵인 파네 카라사우(Pane carasau)에 뿌려 먹는데 보통 적포도주를 곁들인다. 카수 마르추는 지역민들에게 정력제로 사랑 받는데

## 법적 특성
유럽연합의 식품 보건건강 규정에 따라 카수 마르추는 한 동안 위법 식품이었고 반대하는 사람들은 많은 벌금을 물어야 했다. 하지만 그럼에도 암시장에서 거래되면서 그 가격은 두 배로 거래됐다.
25년 전부터 전통적 음식으로 카수 마르추를 지정하여 EU의 제재를 피해가려 노력했고 한때 제재 대상 식품이 아니다. 전통 제조 방식은 지방 정부가 직접 문서로 규정하고 있다.
그러나 2013년 11월 발표된 EU Database of Origin and Registration 보고서는 카수 마르추는 전통 식품 목록에 빠져 있으며 뿐만 아니라 이탈리아 농업정책부 문서에서 빠져 있다. 이에 따라 법적 지위에 관한 내용은 확언하기 어려운 상태다.

## 종류
이탈리아 여러 지역에서 카수 마르추와 같이, 유충을 포함한 치즈가 생산된다.
- 마르세토(Marcetto) - 아브루초주
- 고르곤촐라 코이 그릴리 - 리구리아주
- 살테레로(Salterello) - 프리울리베네치아줄리아주
- 푸르마이 니스(Furmai nis) - 에밀리아로마냐주

이탈리아 외의 여러 나라에서도 치즈 파리의 유충이 치즈 안에 있는 경우가 발견된다. 예를 들어 염소젖으로 만든 치즈를 상온 상에 두고 자연스럽게 치즈에 유충이 생기도록 하는 것이다. 그리고 난 뒤 백포도주와 함께 포도와 꿀을 넣어 저장시켜서 강한 향이 나도록 한다. 독일의 밀벤카세와 같은 치즈가 이에 해당된다.

## 같이 보기
- 묑스테르